# 硼氢化亚铁
硼氢化亚铁是一种无机化合物，化学式为Fe(BH4)2，是白色不挥发的固体。

## 物理性质
硼氢化亚铁为白色不易挥发的固体，易溶于乙醚。

## 化学性质
硼氢化亚铁在-10℃以下稳定存在，在0℃迅速分解为乙硼烷、氢气和含有铁、硼的可自燃性物质。

## 配合物
硼氢化亚铁的配合物有L3Fe(H3BH)，L3配合物为[TpPh2]和[PhBP3]，[PhBP3]=[PhB(CH2PPh2)3]-。

## 制备
W.George等人在-45℃下，用硼氢化锂还原三氯化铁得到硼氢化亚铁和副产物氢气、氯化锂和乙硼烷。化学方程式如下：
2 FeCl3 + 6 LiBH4 → 6 LiCl + H2 + B2H6 + 2 Fe(BH4)2